# Ibb
Ibb (tiếng Ả Rập: إِبّ, đã Latinh hoá: ʾIbb) là một thành phố của Yemen, thủ phủ tỉnh Ibb, cách Mocha 117 km (73 mi) về phía đông bắc và 194 km (121 mi) về phía nam của Sana'a. 
Là một phố chợ và trung tâm hành chính từ thời Ottoman đô hộ, Ibb là một trong những thành phố quan trọng của Yemen. Thành phố nằm trên một sườn núi, xung quanh là đất canh tác. Tính tới 2005, thành phố có dân số 160.000 người.

## Lịch sử

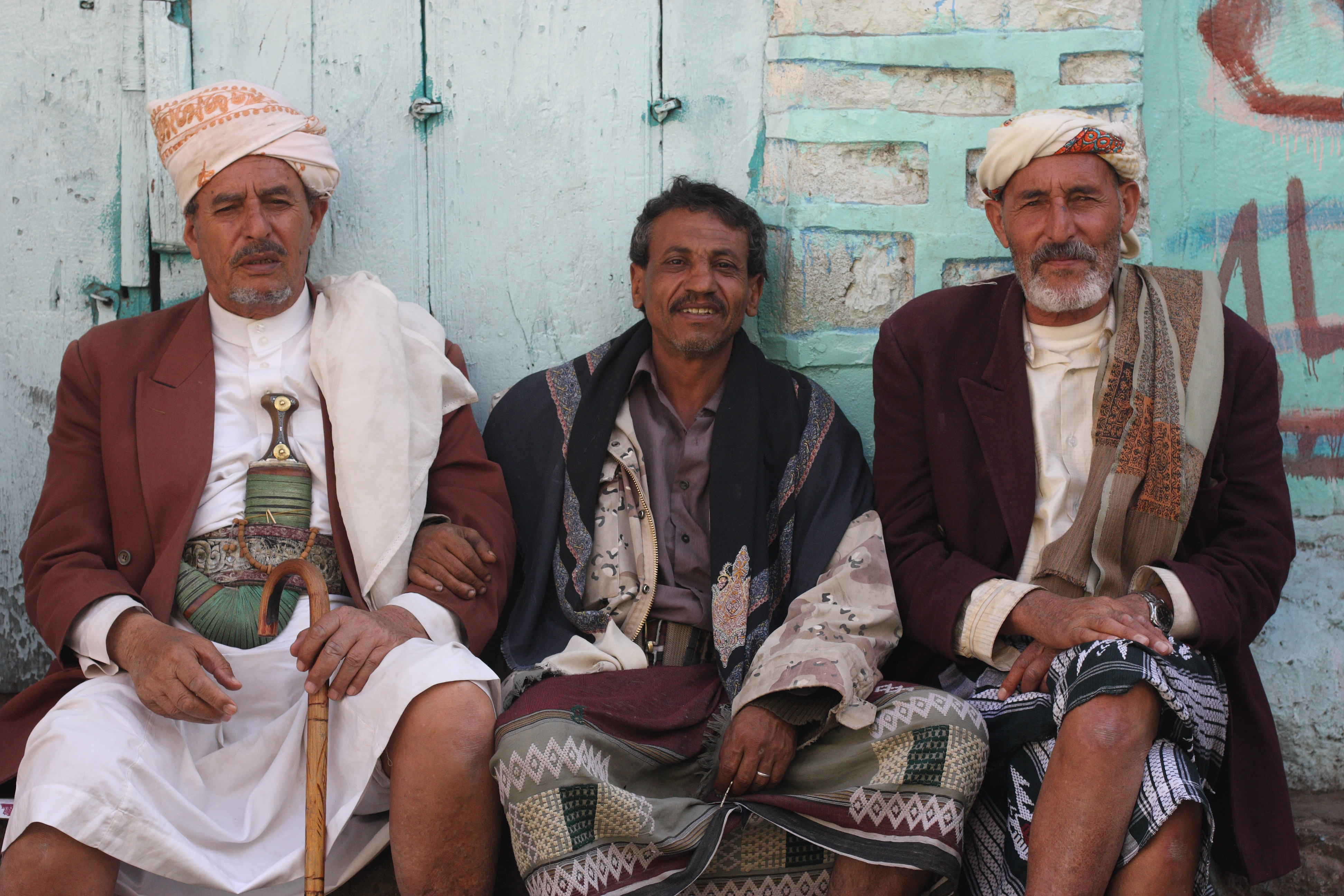
Người địa phương

Ibb có người ở kể từ thời cổ đại, và nhờ vị trí chiến lược của nó, người Ottoman sử dụng nơi này làm trung tâm hành chính. Thành phố sau đó trở thành một phố chợ và người Ottoman thành lập một khu chợ ở Ibb. Ibb được cai quản bởi một emir theo chế độ bán tự trị cho tới năm 1944 khi tiểu vương quốc giải thể. Người từ nhiều nơi xảy ra hạn hán tại Yemen thường di cư tới Ibb để tìm kiếm công việc trồng trọt. Vào giữa thập kỷ 1950 có báo cáo về dịch đậu mùa trong thành phố.
Nhà thám hiểm Hermann Burchardt người Đức chụp lại cảnh thành phố vào năm 1901. Các bức ảnh được trưng bày tại Bảo tàng Dân tộc học Berlin.

## Khí hậu
Ibb nằm trên sườn núi Shamāḥī ở độ cao 2.050 mét (6.730 ft). Do độ cao lớn, Ibb có khí hậu núi cao cận nhiệt đới (phân loại khí hậu Köppen: Cwa), và là một trong những khu vực Yemen, typically receiving 800–1200 mm of rain per annum.
| Dữ liệu khí hậu của Ibb (1.950 m (1,21 mi)) | Dữ liệu khí hậu của Ibb (1.950 m (1,21 mi)) | Dữ liệu khí hậu của Ibb (1.950 m (1,21 mi)) | Dữ liệu khí hậu của Ibb (1.950 m (1,21 mi)) | Dữ liệu khí hậu của Ibb (1.950 m (1,21 mi)) | Dữ liệu khí hậu của Ibb (1.950 m (1,21 mi)) | Dữ liệu khí hậu của Ibb (1.950 m (1,21 mi)) | Dữ liệu khí hậu của Ibb (1.950 m (1,21 mi)) | Dữ liệu khí hậu của Ibb (1.950 m (1,21 mi)) | Dữ liệu khí hậu của Ibb (1.950 m (1,21 mi)) | Dữ liệu khí hậu của Ibb (1.950 m (1,21 mi)) | Dữ liệu khí hậu của Ibb (1.950 m (1,21 mi)) | Dữ liệu khí hậu của Ibb (1.950 m (1,21 mi)) | Dữ liệu khí hậu của Ibb (1.950 m (1,21 mi)) |
| Tháng                                       | 1                                           | 2                                           | 3                                           | 4                                           | 5                                           | 6                                           | 7                                           | 8                                           | 9                                           | 10                                          | 11                                          | 12                                          | Năm                                         |
| ------------------------------------------- | ------------------------------------------- | ------------------------------------------- | ------------------------------------------- | ------------------------------------------- | ------------------------------------------- | ------------------------------------------- | ------------------------------------------- | ------------------------------------------- | ------------------------------------------- | ------------------------------------------- | ------------------------------------------- | ------------------------------------------- | ------------------------------------------- |
| Trung bình ngày tối đa °C (°F)              | 21.0 (69.8)                                 | 21.1 (70.0)                                 | 23.6 (74.5)                                 | 25.5 (77.9)                                 | 27.8 (82.0)                                 | 30.1 (86.2)                                 | 29.7 (85.5)                                 | 27.9 (82.2)                                 | 25.7 (78.3)                                 | 23.1 (73.6)                                 | 21.0 (69.8)                                 | 20.8 (69.4)                                 | 24.8 (76.6)                                 |
| Trung bình ngày °C (°F)                     | 14.5 (58.1)                                 | 15.2 (59.4)                                 | 17.0 (62.6)                                 | 19.1 (66.4)                                 | 21.7 (71.1)                                 | 23.5 (74.3)                                 | 24.3 (75.7)                                 | 23.2 (73.8)                                 | 20.6 (69.1)                                 | 17.1 (62.8)                                 | 14.9 (58.8)                                 | 14.5 (58.1)                                 | 18.8 (65.9)                                 |
| Tối thiểu trung bình ngày °C (°F)           | 7.9 (46.2)                                  | 9.3 (48.7)                                  | 10.4 (50.7)                                 | 12.7 (54.9)                                 | 15.5 (59.9)                                 | 16.9 (62.4)                                 | 18.8 (65.8)                                 | 18.4 (65.1)                                 | 15.5 (59.9)                                 | 11.1 (52.0)                                 | 8.7 (47.7)                                  | 8.1 (46.6)                                  | 12.8 (55.0)                                 |
| Lượng Giáng thủy trung bình mm (inches)     | 5.8 (0.23)                                  | 4.6 (0.18)                                  | 12.9 (0.51)                                 | 16.0 (0.63)                                 | 10.2 (0.40)                                 | 48.8 (1.92)                                 | 150.0 (5.91)                                | 144.6 (5.69)                                | 74.2 (2.92)                                 | 32.5 (1.28)                                 | 14.1 (0.56)                                 | 5.3 (0.21)                                  | 519 (20.44)                                 |
| Nguồn: National Weather Service             |                                             |                                             |                                             |                                             |                                             |                                             |                                             |                                             |                                             |                                             |                                             |                                             |                                             |

## Công trình nổi bật

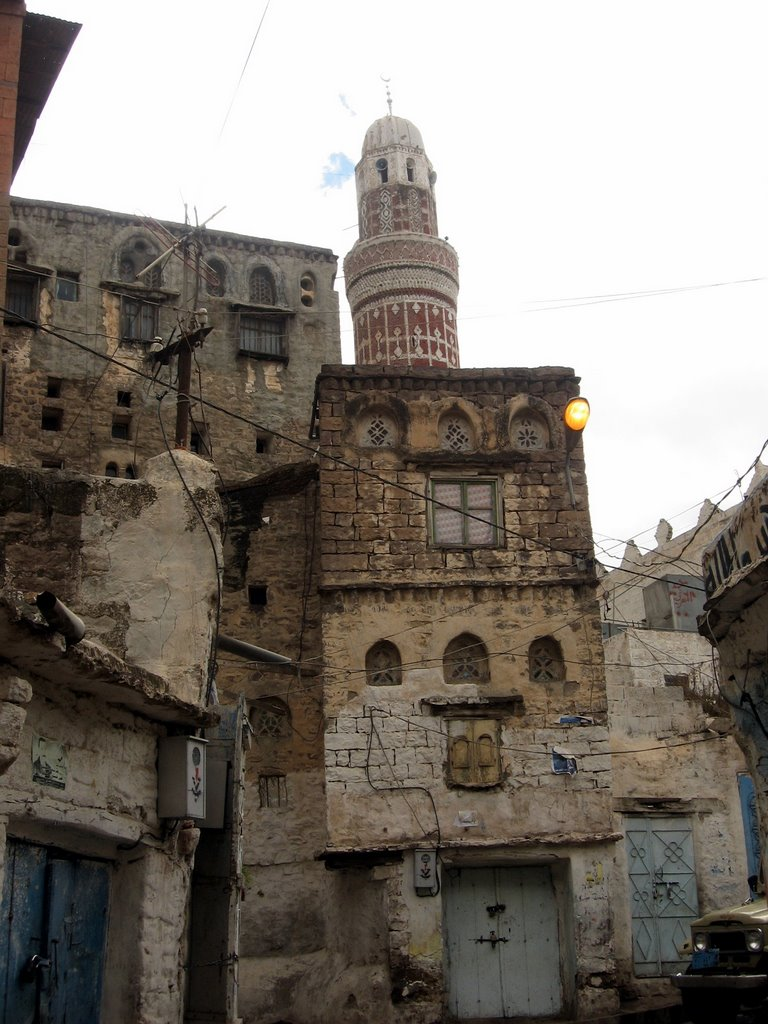
Kiến trúc địa phương

Thành phố nổi tiếng với những ngôi nhà hình tháp bằng đá, với các đường diềm và cửa sổ kính màu tròn được gọi là qamiriya. Giáo đường Hồi giáo lớn được xây dựng vào thời Ottoman, và các nhà thờ khác cùng một pháo đài ở khu vực lân cận, đóng cửa đối với khách du lịch. Một công trình dẫn nước trên cao từ thời cổ đại vẫn còn nguyên vẹn tới ngày nay. Đại học Ibb được thành lập năm 1996. Ibb còn có một trung tâm và bảo tàng nghệ thuật cùng các khách sạn như Khách sạn Saba Tourist và Khách sạn Al-Riyad. Câu lạc bộ bóng đá lớn nhất ở đây là Al Sha'ab Ibb.

## Nhân vật nổi tiếng
- Abdul Aziz Al-Maqaleh - nhà thơ và nhà văn
- Zayd Mutee' Dammaj - tiểu thuyết gia Yemen
- Abdul Rahman al-Iryani - cựu Tổng thống Yemen
- Brian "The Lion" Mihtar - võ sĩ quyền Anh
- Abd al-Majid az-Zindani - người sáng lập và hiệu trưởng Đại học Iman
- Hamdan Dammag - tiểu thuyết gia và nhà khoa học máy tính